# Stenoseris
Stenoseris es un género de plantas herbáceas perteneciente a la familia de las asteráceas. Es originario de las regiones templadas de Asia. Comprende 6 especies descritas y 6 aceptadas.

## Taxonomía
El género fue descrito por Chu Shih y publicado en Acta Phytotaxonomica Sinica 29(5): 411–412. 1991.

## Especies
1. Stenoseris auriculiformis C.Shih in Acta Phytotax. Sin. 33: 195. 1995
2. Stenoseris graciliflora (DC.) C. Shih in Acta Phytotax. Sin. 29: 413. 1991
3. Stenoseris leptantha C. Shih in Acta Phytotax. Sin. 29: 414. 1991
4. Stenoseris taliensis (Franch.) C. Shih in Acta Phytotax. Sin. 29: 415. 1991
5. Stenoseris tenuis C. Shih in Acta Phytotax. Sin. 29: 412. 1991
6. Stenoseris triflora Chang & C. Shih in Acta Phytotax. Sin. 29: 413. 1991